# 育陰房
《育陰房》（英語：Shut In）是一部2016年心理恐怖驚悚片，由法倫·布萊克本執導，克莉絲汀·哈德森編劇，妮奥米·瓦兹、奥利弗·普莱特、查理·希頓、雅各·特倫布雷、大衛·邱比特和克萊門汀·波達茲主演。
這部電影於2016年11月11日在美國上映，2016年11月30日在法國上映，受到評論家的負面評價，預算為1000萬美元，全球票房收入為1310萬美元，票房慘敗。

## 剧情
斯蒂芬是一个来自缅因州的问题少年，他被送到了寄宿学校。当他的父亲理查德·波特曼开车送他去学校时，他们发生了激烈的争吵，汽车撞上了迎面而来的车辆，理查德当场死亡，斯蒂芬陷入了植物人状态。
六个月后，理查德的第二任妻子及斯蒂芬的继母玛丽正在照顾他的一切需要。玛丽是一名心理学家，在家里致力于儿童和青少年的工作。当她得知她的一个病人，一个叫汤姆的聋哑儿童，将被转到波士顿的一所学校时，她很不高兴。后来，玛丽与她的治疗师威尔逊医生讨论了斯蒂芬。虽然她感到内疚，但她已经决定把斯蒂芬寄养在别的家庭里照顾，因为他对她来说只是一具需要照顾的躯壳而已。
她发现汤姆在她的车里睡着了。她把他带进屋里并打了个电话，但汤姆消失了。警察进行搜索未果。在接下来几天的夜晚，玛丽总会被房子里的声音惊醒，甚至有一天晚上醒来看到汤姆在黑暗中。她与威尔逊医生讨论了这些事件，威尔逊医生认为这是異睡症。威尔逊医生想给她开一些药物，并要求进行一些血液测试。玛丽的一个病人的父亲道格·哈特约她出去，但她拒绝了。
玛丽重新考虑后还是同意与道格共进晚餐。后来，斯蒂芬从他的床上失踪了。在寻找他的过程中，玛丽发现爬行空间的小门微微敞开。当她检查的时候，她被两只小手从里面抓住了。第二天早上，她在地板上醒来。斯蒂芬回到了他的床上，但他的脸上有抓痕。
在即将到来的冰风暴之前，她的助手露西和道格都建议她离开这与世隔绝的房子，但她拒绝了。威尔逊医生通过Skype联系她，告诉她血液测试的结果，她继子的药物在她的血液中出现了。玛丽否认服用任何药物，没有结束通话就走开了。威尔逊医生看到斯蒂芬的空轮椅，然后看到斯蒂芬走过客厅。屋子里的灯灭了，电脑连接也断了。
灯光熄灭时，玛丽正在地下室里。玛丽看到了汤姆，就在这时，斯蒂芬出现并打晕了她。玛丽恢复了意识，她被捆绑、塞住嘴，赤身裸体地躺在浴缸里，斯蒂芬在给她洗澡。他向玛丽透露了事故发生后他在医院醒来，没有动，也没有说话，这样他就可以享受她的關心和照顾。他认为，在六个月里，他们在一起很幸福，直到汤姆来了。
原来，汤姆一直住在爬行空间，而不是被转移到波士顿。当汤姆看到斯蒂芬四处走动时，斯蒂芬把他堵在了爬行空间里，希望他能饿死。斯蒂芬一直给玛丽下药，使他能够在晚上走动，而且当玛丽看到汤姆时也会感到困惑。斯蒂芬强迫玛丽再吞下一颗药，然后去对付汤姆。玛丽独自在浴缸里，挣脱了束缚，把药吐了出来。威尔逊医生赶到玛丽的家，但在路上撞坏了车。由于冰风暴，他试图打电话给警察，但没有成功。玛丽在地下室发现了斯蒂芬和汤姆，斯蒂芬正计划谋杀汤姆，并得知斯蒂芬是故意杀死他父亲的。玛丽和汤姆逃出地下室，躲在一个壁橱里。
威尔逊医生赶来警告玛丽，但却被斯蒂芬袭击并刺伤了。玛丽试图离开，发现道格的尸体挡在门前。威尔逊医生用最后一口气劝说玛丽配合斯蒂芬的妄想。斯蒂芬把所有的门窗都钉死了，防止他们逃跑，但玛丽打破了天窗，拉着汤姆爬了出去。玛丽配合着斯蒂芬的妄想，好找机会能够逃脱。玛丽和汤姆跑到湖边，斯蒂芬想把汤姆淹死在冰冷的水中。玛丽抓住了斯蒂芬掉落的锤子，打中了他的头，杀死了他。几天后，人们看到玛丽和汤姆来到了儿童收养中心。

## 演员
- 妮奥米·瓦兹 饰 玛丽·波特曼
- 奥利弗·普莱特 饰 本内特·威尔逊医生
- 查理·希頓 饰 斯蒂芬·波特曼
- 大衛·邱比特（英语：David Cubitt） 饰 道格·哈特
- 雅各·特倫布雷 饰 汤姆·帕特森
- 克萊門汀·波達茲（英语：Clémentine Poidatz） 饰 露西
- 克莉絲朵·巴林特 饰 格雷丝·米切尔
- 亚历克斯·布朗斯坦 饰 阿龙·哈特
- 彼得·奧特布里奇 饰 理查德·波特曼
- 艾倫·大衛（英语：Ellen David） 饰 琼